# Mr Probation Officer
Mr Probation Officer är en EP av det svenska skabandet The Skalatones, utgiven 1998 på Sidekicks Records.

## Låtlista
1. "Mr Probation Officer" (remix)
2. "Gold"
3. "Saturday"
4. "Going Nutty"
5. "On Parole" (The Nutty AnDead Remix)

### Fotnoter
1. ↑  ”Mr Probation Officer”. Discogs.com. http://www.discogs.com/Skalatones-Mr-Probation-Officer/release/1463037. Läst 19 april 2012.